# Dyer (Indiana)
La ville de Dyer est située dans le comté de Lake, dans l’État de l’Indiana, aux États-Unis. Sa population s’élevait à 16 390 habitants lors du recensement de 2010, estimée à 15 941 habitants en 2017.

## Source
- (en) Cet article est partiellement ou en totalité issu de l’article de Wikipédia en anglais intitulé « Dyer, Indiana » (voir la liste des auteurs).